# Distretto militare centrale
Il Distretto militare centrale (in russo Центральный военный округ?, Central'yj voennyj okrug) è un distretto militare delle Forze armate della Federazione Russa con base a Ekaterinburg nell'oblast' di Sverdlovsk.
Attualmente, le truppe del CVO sono dispiegate entro i confini amministrativi dei tre circondari federali (Volga, Urali e Siberia) nei territori di 29 soggetti federali della Federazione Russa: Circondario autonomo Chanty-Mansi, Circondario autonomo Jamalo-Nenec, Oblast' di Čeljabinsk, Oblast' di Irkutsk, Oblast' di Kemerovo, Oblast' di Kirov, Oblast' di Kurgan, Oblast' di Novosibirsk, Oblast' di Omsk, Oblast' di Orenburg, Oblast' di Penza, Oblast' di Samara, Oblast' di Saratov, Oblast' di Sverdlovsk, Oblast' di Tomsk, Oblast' di Tjumen', Oblast' di Ul'janovsk, Territorio di Altaj, Territorio di Krasnojarsk, Territorio di Perm', Repubblica di Altaj, Repubblica di Baškortostan, Repubblica Ciuvascia, Repubblica di Chakassia, Repubblica di Mari El, Repubblica di Mordovia, Repubblica del Tatarstan, Repubblica di Tuva, Repubblica di Udmurtia.

## Storia
Il Distretto militare centrale è stato costituito il 1º dicembre 2010 in conformità con il decreto presidenziale del 20 settembre 2010 "Sulla divisione militare-amministrativa della Federazione Russa" sulla base del Distretto militare Volga-Urali e di una parte delle truppe del Distretto militare siberiano. La sua composizione includeva anche il 2º Comando aereo (14ª Armata aerea dal 2015). Include anche la 201ª Base militare, dispiegata nella Repubblica del Tagikistan.
Nella prima metà di marzo 2022, il comandante della 12ª Brigata genio, colonnello Sergej Porochnja, è stato ucciso da colpi di mortaio mentre cercava di attraversare il fiume Donec. Due mesi dopo, in simili circostanze, è morto il suo successore, colonnello Denis Kozlov. Alla vigilia di natale dello stesso anno è morto anche il vice capo di stato maggiore per le comunicazioni della brigata, maggiore Evgenij Švalev.
Dalla dissoluzione del Distretto militare occidentale nel 2024, il 3º Corpo d'armata è stato trasferito al distretto. Nell'aprile dello stesso anno il comandante della 59ª Brigata controllo, colonnello Pavel Kropotov, è stato ucciso in attacco missilistico ucraino contro un posto di comando a Luhans'k. Il 18 settembre successivo il responsabile per il servizio distrettuale dei veicoli corazzati, maggior generale Denis Putilov, è stato arrestato con l'accusa di aver preso tangenti per 10 milioni di rubli. All'inizio del 2025 il 473º Centro addestramento distrettuale "Lysyčans'k" è stato riorganizzato nel 7º Reggimento UAV (unità militare 77776).

## Composizione

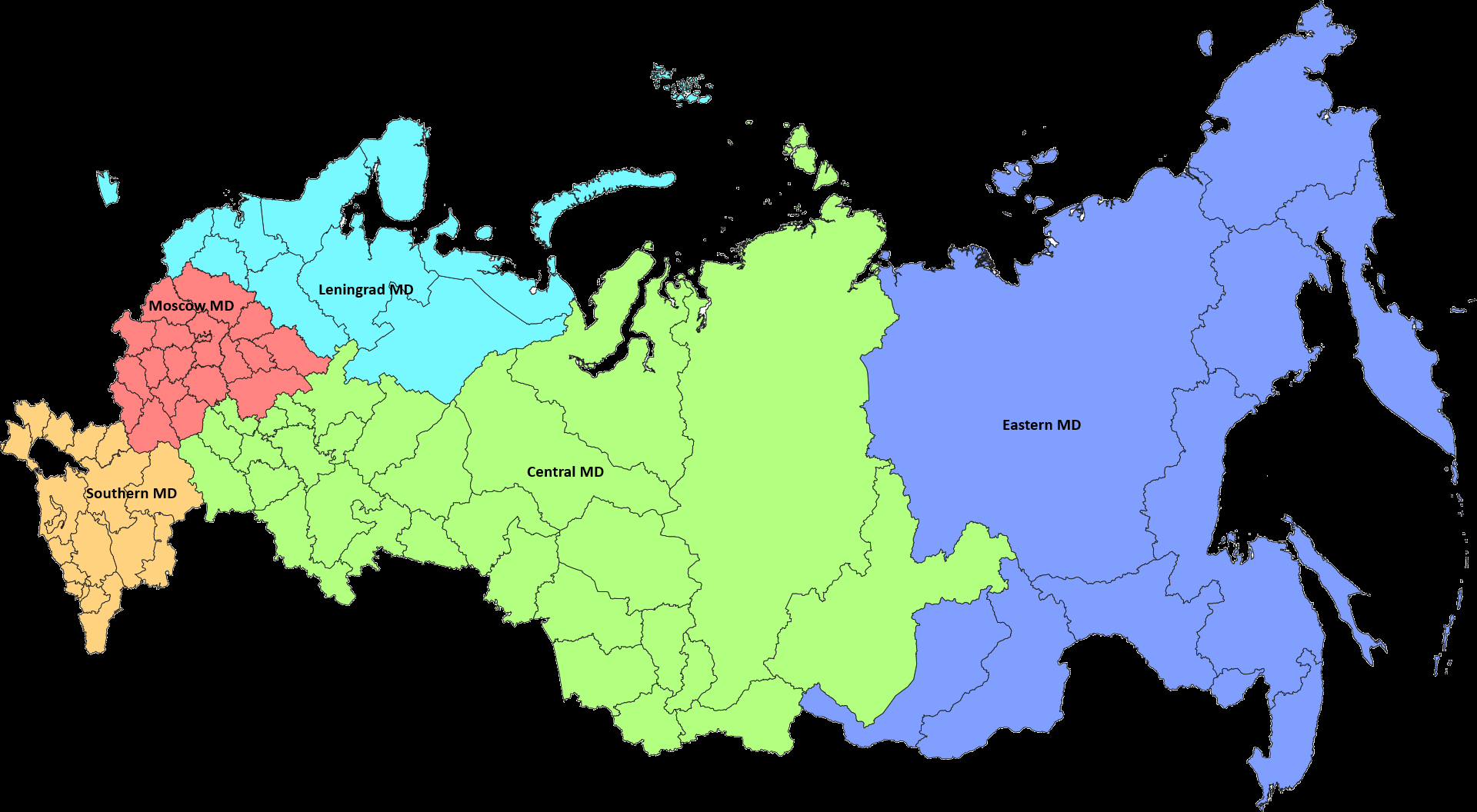
Mappa dei distretti militari russi del 2024;
Distretto militare centrale

Distretto militare centrale

### Forze terrestri
- 2ª Armata combinata delle guardie
  -  27ª Divisione fucilieri motorizzata delle guardie "Omsk-Novyj Bug"
  -  15ª Brigata fucilieri motorizzata delle guardie "Aleksandrija"
  -  30ª Brigata fucilieri motorizzata delle guardie
  -  385ª Brigata artiglieria delle guardie "Odessa"
  -  92ª Brigata missilistica delle guardie
  -  297ª Brigata missilistica contraerea delle guardie
  - 91ª Brigata comando "Kielce"
  - 105ª Brigata logistica
  - 950º Reggimento artiglieria lanciarazzi
  - 2º Reggimento difesa NBC delle guardie
  - 39º Reggimento genio delle guardie
- 25ª Armata combinata
  -  67ª Divisione fucilieri motorizzata
  -  11ª Brigata corazzata
  -  164ª Brigata fucilieri motorizzata "Alejsk"
  -  169ª Brigata fucilieri motorizzata
  -  73ª Brigata artiglieria
  -  26ª Brigata comando
  -  157ª Brigata logistica
  - 45º Reggimento missilistico contraereo
- 41ª Armata combinata delle guardie
  -  35ª Brigata fucilieri motorizzata delle guardie "Volgograd-Kiev"
  -  55ª Brigata fucilieri motorizzata da montagna delle guardie
  -  74ª Brigata fucilieri motorizzata delle guardie "Zvenigorodka-Berlino"
  - 137ª Brigata fucilieri motorizzata "Ural"
  -  120ª Brigata artiglieria delle guardie "Volgograd"
  - 61ª Brigata missilistica contraerea delle guardie
  -  119ª Brigata missilistica
  - 35ª Brigata comando "Tallinn"
  - 106ª Brigata logistica
  - 10º Reggimento difesa NBC delle guardie
  - 24º Reggimento genio
  - 40º Reggimento genio delle guardie
- 3º Corpo d'armata
  -  6ª Divisione fucilieri motorizzata
  -  72ª Brigata fucilieri motorizzata
  - 17ª Brigata artiglieria pesante delle guardie
- 201ª Base militare "Gatčina" (Dušanbe, Tagikistan)
  - 92º Reggimento fucilieri motorizzato "Sestroreck"
  - 149º Reggimento fucilieri motorizzato delle guardie "Częstochowa"
  - 191º Reggimento fucilieri motorizzato
- 90ª Divisione corazzata delle guardie "Vitebsk-Novgorod"
- 3ª Brigata specnaz delle guardie "Varsavia-Berlino" (GRU)
- 24ª Brigata specnaz delle guardie (GRU)
- 232ª Brigata artiglieria lanciarazzi delle guardie "Praga"
- 28ª Brigata missilistica contraerea
- 1ª Brigata mobile difesa NBC delle guardie
- 5ª Brigata ferroviaria "Poznan"
- 12ª Brigata genio delle guardie "Königsberg-Godorok"
- 18ª Brigata guerra elettronica
- 29ª Brigata difesa NBC "V. K. Pikalov"
- 43ª Brigata ferroviaria
- 48ª Brigata ferroviaria
- 59ª Brigata comando "Sivaš"
- 179ª Brigata comunicazioni
- 7º Reggimento UAV
- 24º Reggimento manutenzione
- 90º Reggimento genio

### Forze aviotrasportate
- 104ª Divisione d'assalto aereo delle guardie
  -  328º Reggimento d'assalto aereo
  -  337º Reggimento d'assalto aereo
  -  345º Reggimento d'assalto aereo "Colonnello generale V.A. Vostrotin"
  - 1180º Reggimento artiglieria
- 242º Centro addestramento

### Forze aerospaziali
- 14ª Armata aerea
  - 21ª Divisione aerea mista
  - 41ª Divisione difesa aerea
  - 76ª Divisione difesa aerea
  - 24ª Brigata missilistica contraerea mobile
  - 17ª Brigata aerea dell'esercito delle guardie
  - 337º Reggimento elicotteri
  - 999ª Base area delle guardie

## Comandanti
Il comandante del CVO controlla tutte le formazioni militari dei diversi reparti delle forze armate russe di stanza del distretto, ad eccezione delle forze missilistiche strategiche e delle forze di difesa aerospaziale. Le formazioni militari delle truppe interne del ministero degli Interni, le truppe di frontiera dell'FSB, del ministero delle situazioni di emergenza e altri ministeri e agenzie della Russia, che svolgono compiti nel territorio del distretto, sono anche subordinate operativamente al comandante del CVO.
Dall'istituzione del distretto, i comandanti sono stati:
- Colonnello generale Vladimir Čirkin (2010 - aprile 2012)[8]
- Colonnello generale Valerij Gerasimov (aprile - novembre 2012)
- Maggior generale Aleksandr Dvornikov (novembre - dicembre 2012)[9] ad interim
- Colonnello generale Nikolaj Bogdanovskij (2012 - 2014)[10]
- Colonnello generale Vladimir Zarudnickij (2014 - 2017)[11]
- Colonnello generale Aleksandr Lapin (2017 - novembre 2022)
- Maggior generale Aleksandr Linkov (novembre 2022 - febbraio 2023)[12] ad interim
- Colonnello generale Andrej Mordvičev (febbraio 2023 - maggio 2025)
- Colonnello generale Valerij Solodčuk (maggio 2025 - in carica)[13]